# Шалаёвка (Могилёвская область)
Шалаёвка (бел. Шалаёўка) — деревня в Боровицком сельсовете Кировского района Могилевской области.
До 29 декабря 2009 года была центром ликвидированного Грибовецкого сельсовета.

## География
Находится в 60 км от Могилёва.

## История
Впервые упоминается в 1729 году. В 1884 году деревня (21 двор, 100 жителей) в Чигиринской волости Быховского повета Могилевской губернии.  В 1908 году – 42 двора. 150 мужчин, 151 женщина.
На 1 января 2017 года в деревне насчитывалось 55 хозяйств, в которых проживало 122 жителя.

## Известные уроженцы
- Добровольский, Ерофей Владимирович (1903—1987) — Герой Советского Союза, генерал-лейтенант.